# 759阿信屋

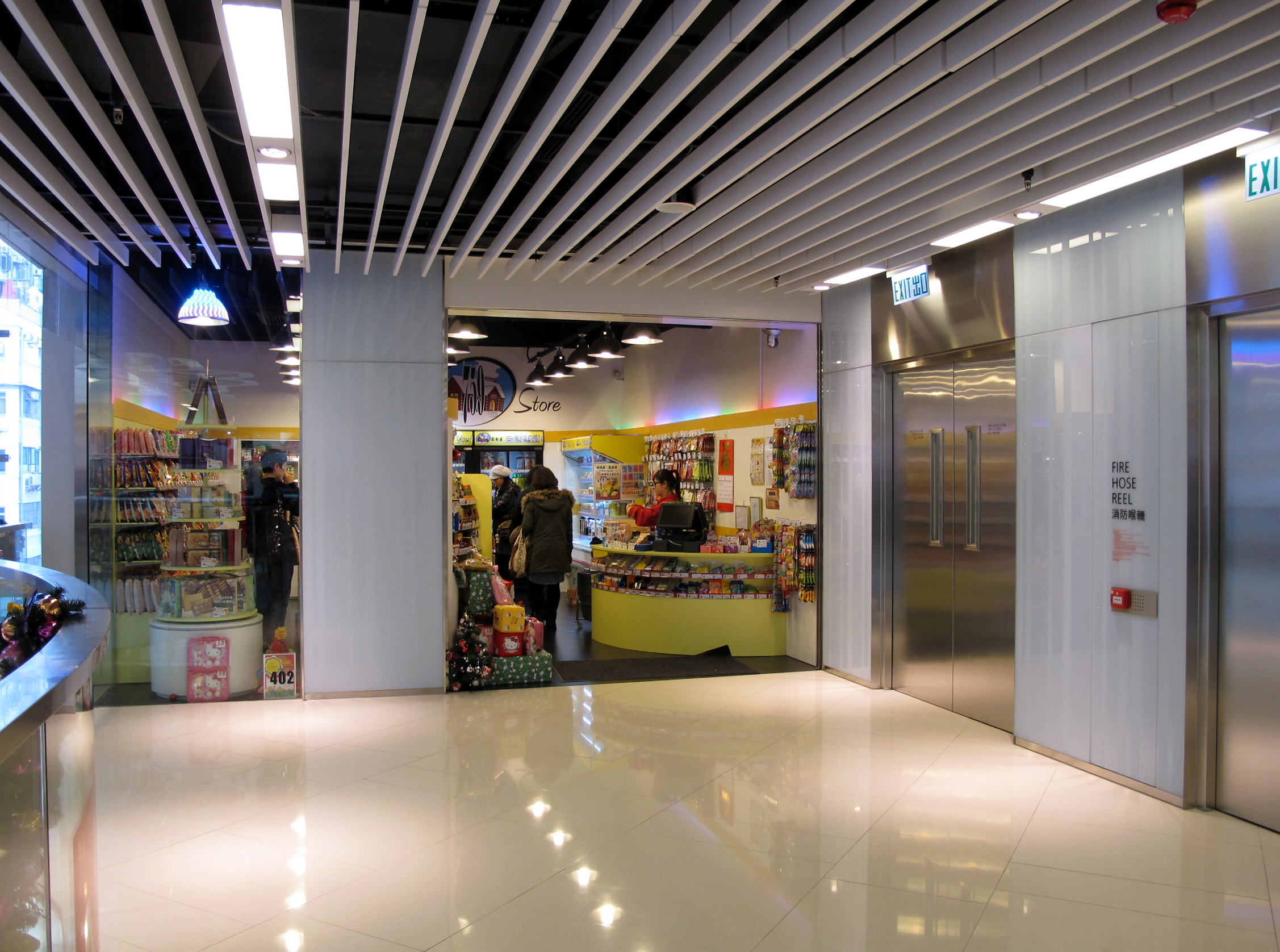
尖沙咀iSQUARE分店為2010年早期開設的分店，店面當時稱為759零食屋

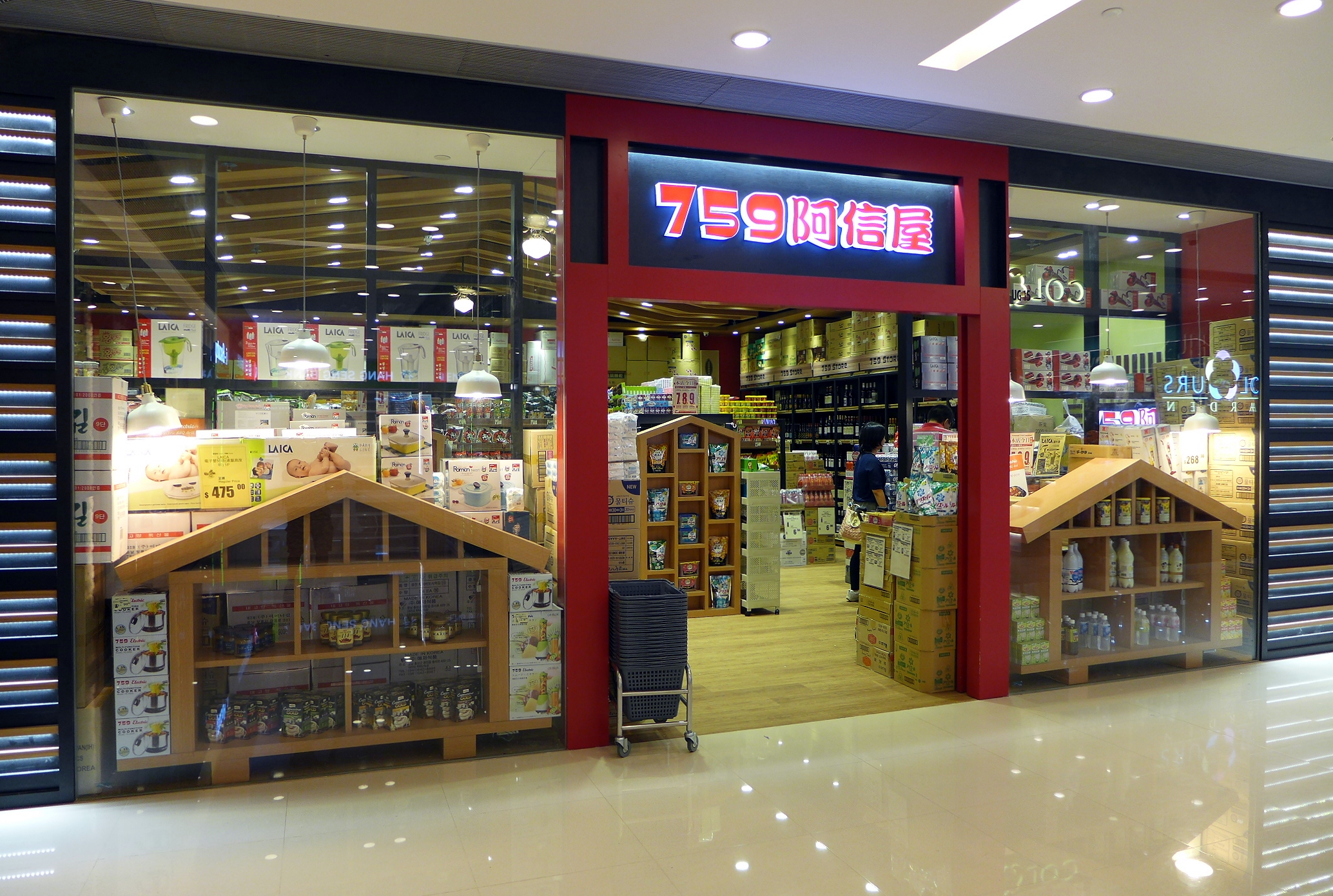
大角咀奧海城分店

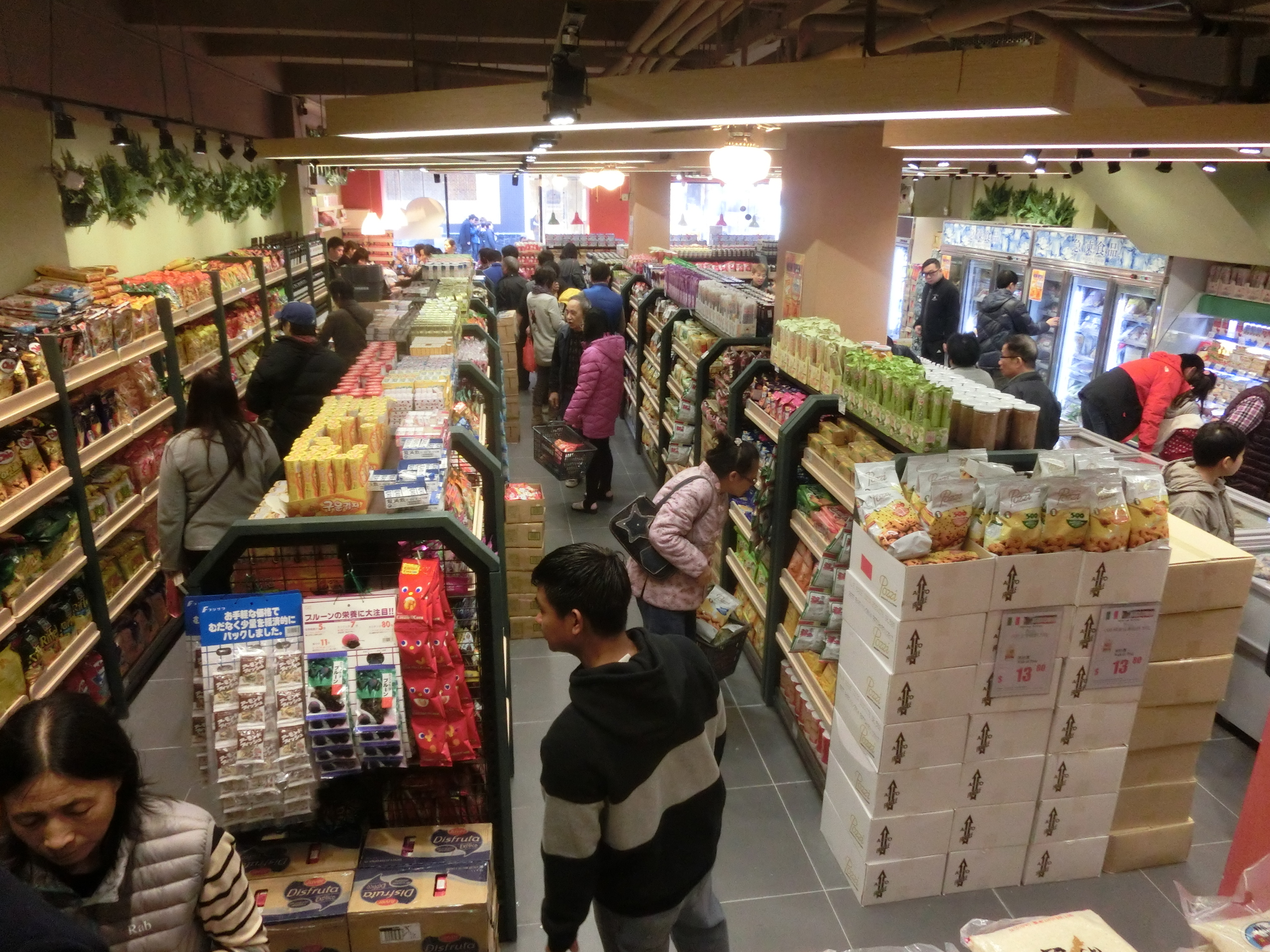
西營盤東邊街分店

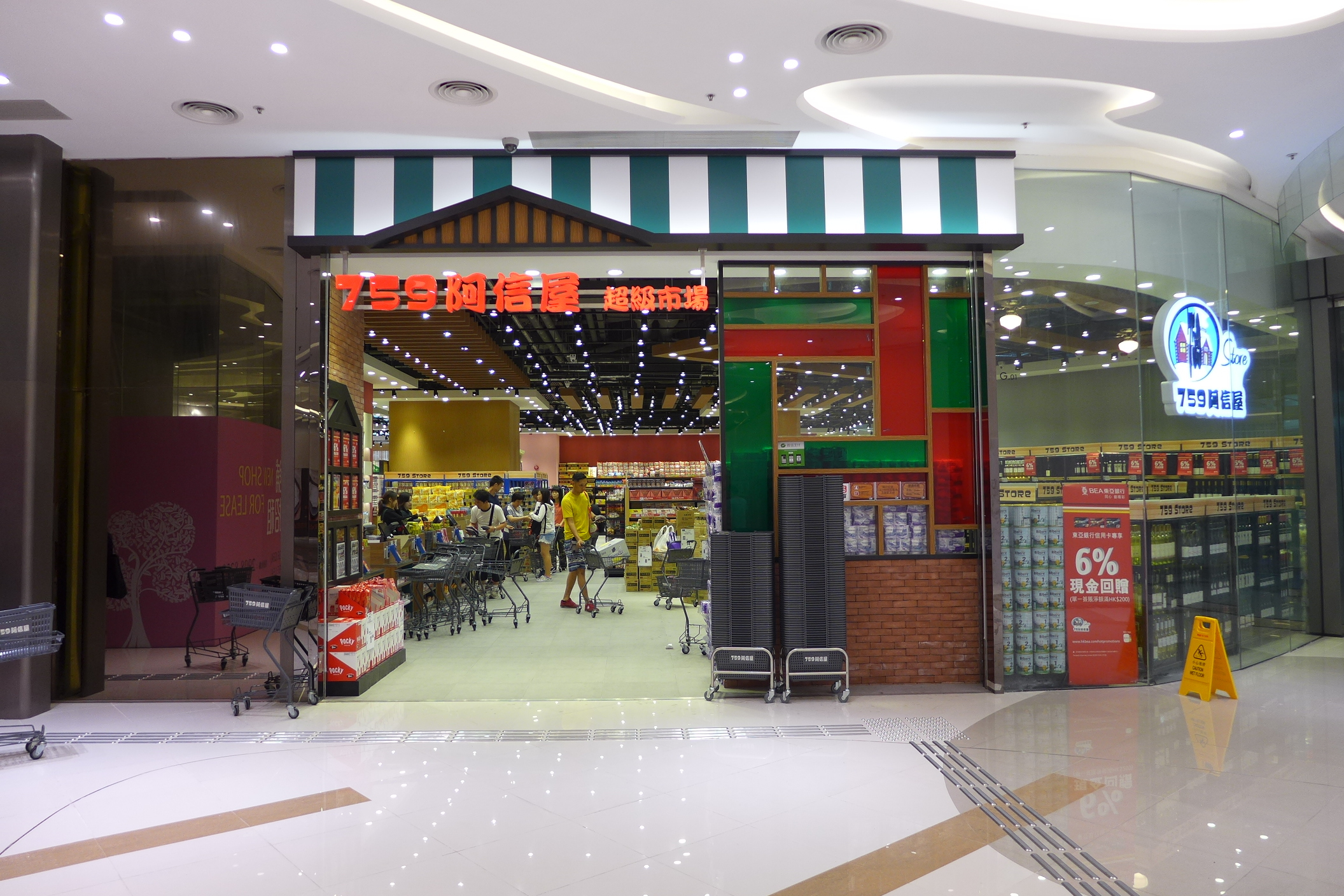
759超級市場逸峯廣場分店

759阿信屋（英語：759 Store）是香港一家連鎖食品專門店，主要銷售日本、韓國、台灣為主的進口零食、副食品和飲品。759阿信屋由CEC國際控股（港交所：0759）已故董事會主席林偉駿於2010年創辦，首間分店位於新界葵涌廣場。759阿信屋以「薄利多銷」的經營原則，數年內不斷擴張，截至2025年8月，在香港共有160間分店，其分店數量超越現在只有23間分店的零食物語，成為香港最大規模的零食店。

## 歷史
「759阿信屋」店名的「759」為母公司的上市編號，「阿信」則取自1980年代日本電視劇《阿信的故事》主角的堅毅精神，2010年至2011年稱「759零食屋」。759阿信屋走薄利多銷路線，引日本特色的貨品，購物環境及氣氛。自2010年創立至今，一直堅持「薄利多銷」的經營原則，並以「產地直送」平衡進口模式，前往世界各地搜羅優質商品，直送產品系列已從過往零食及飲品為主，擴展至包括糧油雜貨、酒類、急凍食品、嬰兒用品、寵物零食、家庭用品、個人護理用品及化妝品、廚具以及寢室用品等。首家759零食屋於2010年7月7日在葵涌廣場開業，為方便附近居民，後來新設的分店選址普遍深入民居，多位於各區公共屋邨及私人屋苑的商場及商舖，但偏遠的位置也會設有分店。
曾有大財團向供應商施壓封殺，所以759阿信屋不少貨品是從外地例如日本貨櫃箱式大量入貨，店舖位置多落在領展旗下商場及區內租金較便宜的位置。
2014年，阿信屋開設759 Kawaiiland，售賣自家化妝品；在大埔開設759 Skyland，主要售賣輕食路線，兼賣三文治、意粉等小食以及浴室用品；並在馬鞍山開設一間759 Toysland。
2014年8月，阿信屋於長沙灣開設首間759雲吞麵，正式進軍飲食界。
2014年11月3日，759於葵涌光輝圍開設首間茶餐廳。餐廳裝潢如一般茶餐廳，座位約有100個。
集團預定在2017年農曆新年前後進軍在中国內地，在中山總廠開設第一家中國內地的分店，作為內地市場的初步試點，並收集實質經營數據。
母公司CEC國際向德安置業以5200萬元出售九龍觀塘成業街成運工業大廈地下的一個工廠單位，套現5200萬元資金。
2018年公佈的全年業績顯示，母公司CEC國際全年蝕3286.9萬，但較上一個財政年度錄得的4999.3萬元虧損收窄。分店數目由243間減至206間，預期下年度將會關閉約18至20間分店，並於民生地段開設13間新店。
2018年8月18日創辦人林偉駿逝世，享年59歲。

## 旗下品牌
- 759阿信屋（早期開設的分店仍稱為「759零食屋」）165間
- 759急凍食品市場    1間
- 759超級市場   5間
- 759麵包工房   1間
- 759 Online (網店於2016年10月開始 暫停營業至今仍未恢復)

截至2024年4月合共有172間分店

### 已結業品牌
- 759 Kawaiiland（主要售賣化妝品）
- 759家品市場
- 759寢具屋
- 759 Kaguya
- 759 Toysland
- 759 Skyland
- 759飯堂
- 759茶餐廳
- 759雲吞麵
- 759車仔麵

## 疑因廉價遭財團打壓
2011年10月，屬於中小企業的759阿信屋，疑因罐裝可口可樂定價太低，遭代理太古要求上調可樂的零售價，後更被停止供應旗下所有飲品，連鎖店老闆懷疑是有其他大型零售財團向代理可口可樂的公司太古施壓所致。太古公司承認曾提供建議零售價格予「759阿信屋」參考。消委會稱不評論個別事件，但指若競爭法他日通過後，類似行為可能會屬「濫用市場地位」的違法行為。
由於擴張速度極快，以低價促銷貨品，甚至有鄰近的小店結業，有學者認為759阿信屋成為「低價壟斷者」。

## 圖片

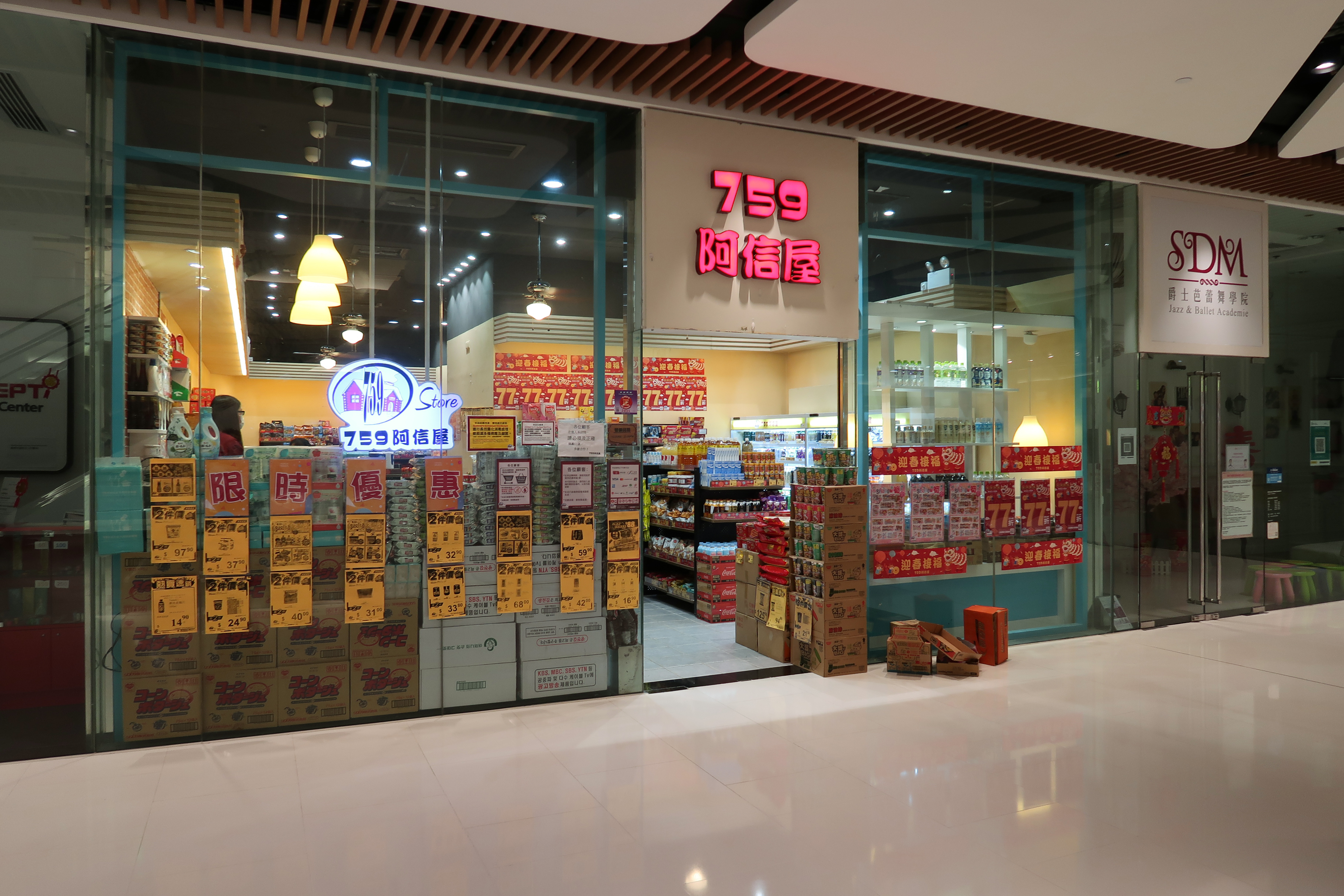
759阿信屋於石塘咀西寶城分店
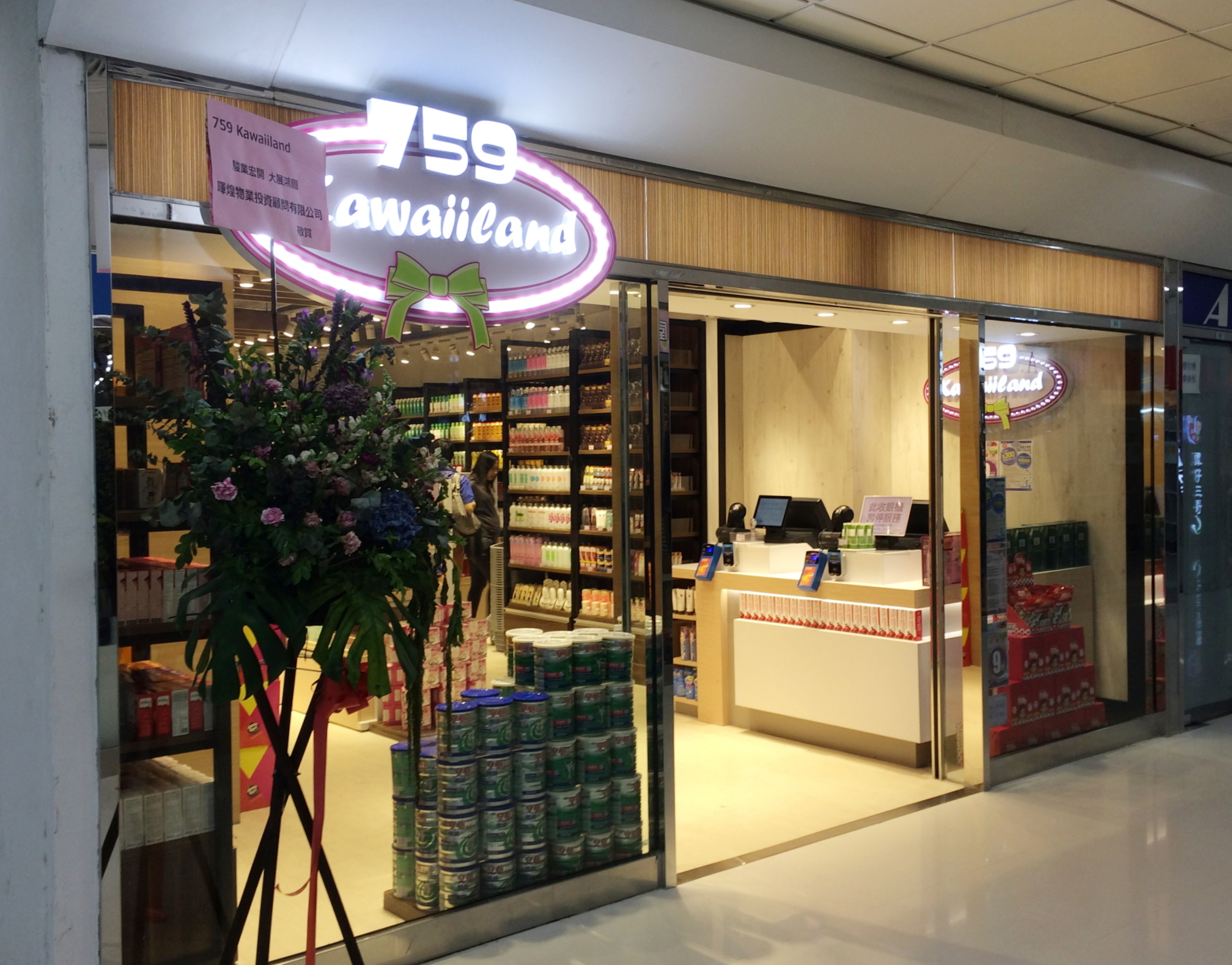
759 Kawaiiland於沙田好運中心分店（已結業）
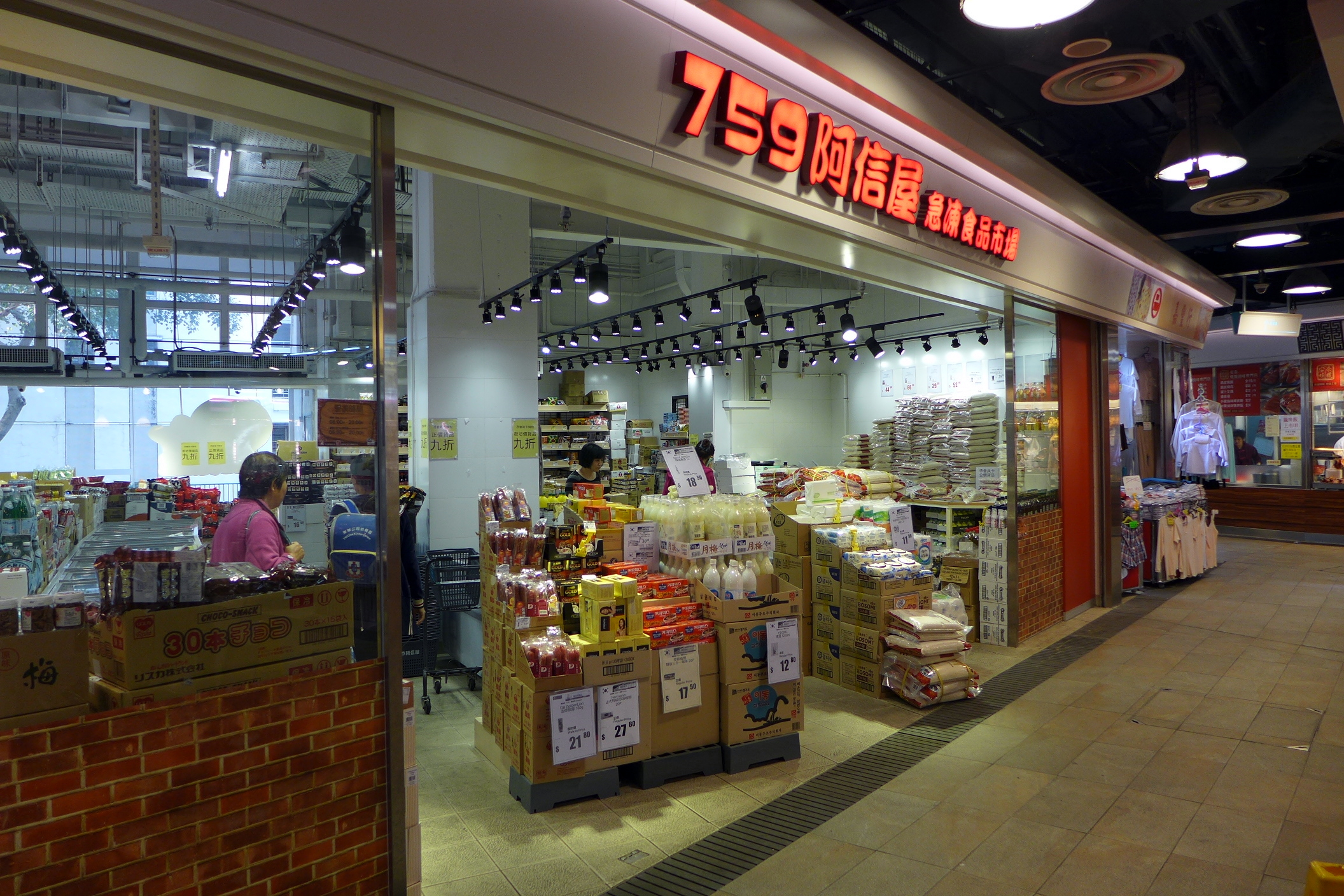
759急凍食品市場於屯門H.A.N.D.S分店（已結業）
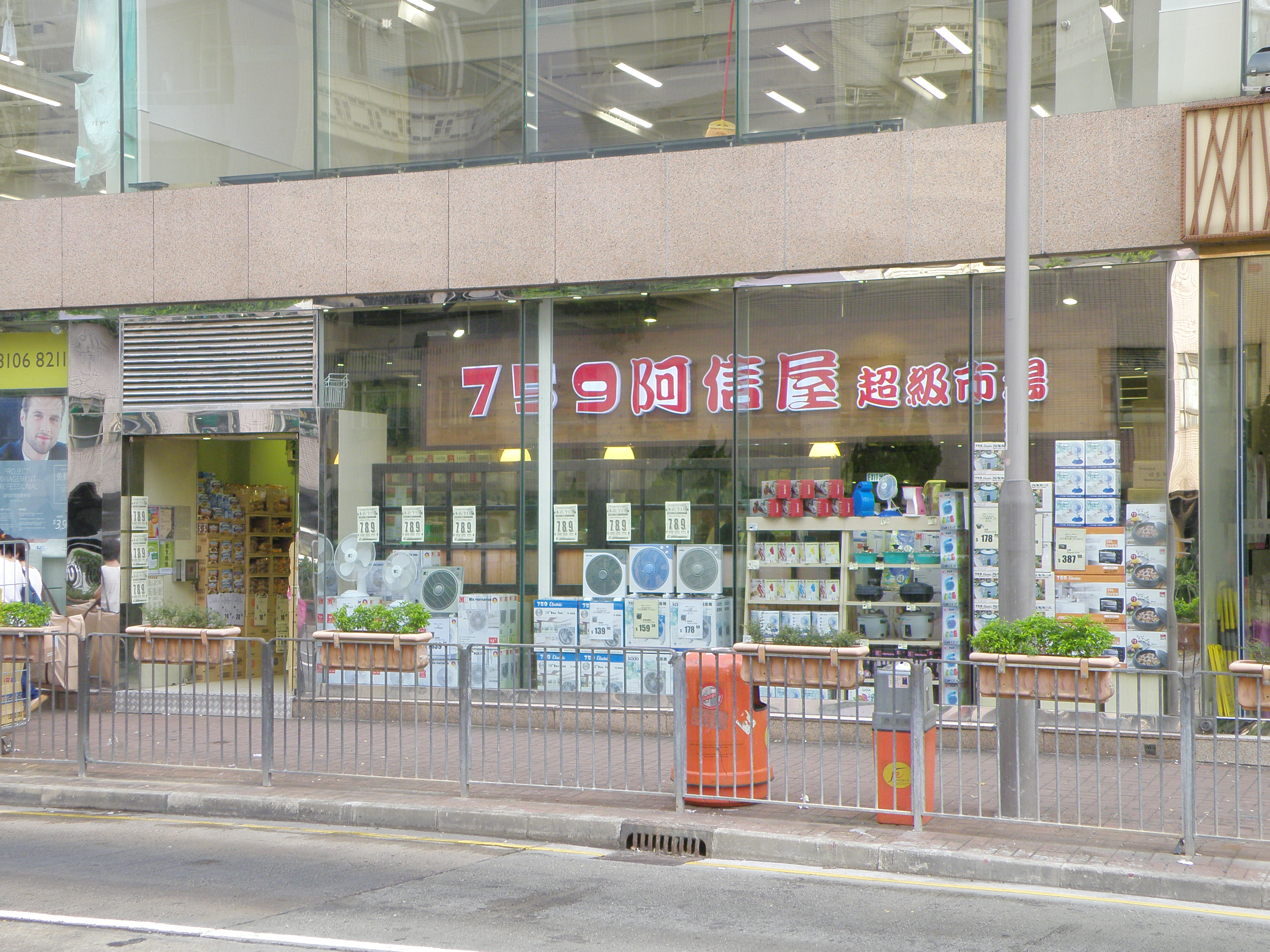
759超級市場於長沙灣貿易廣場分店（已結業）
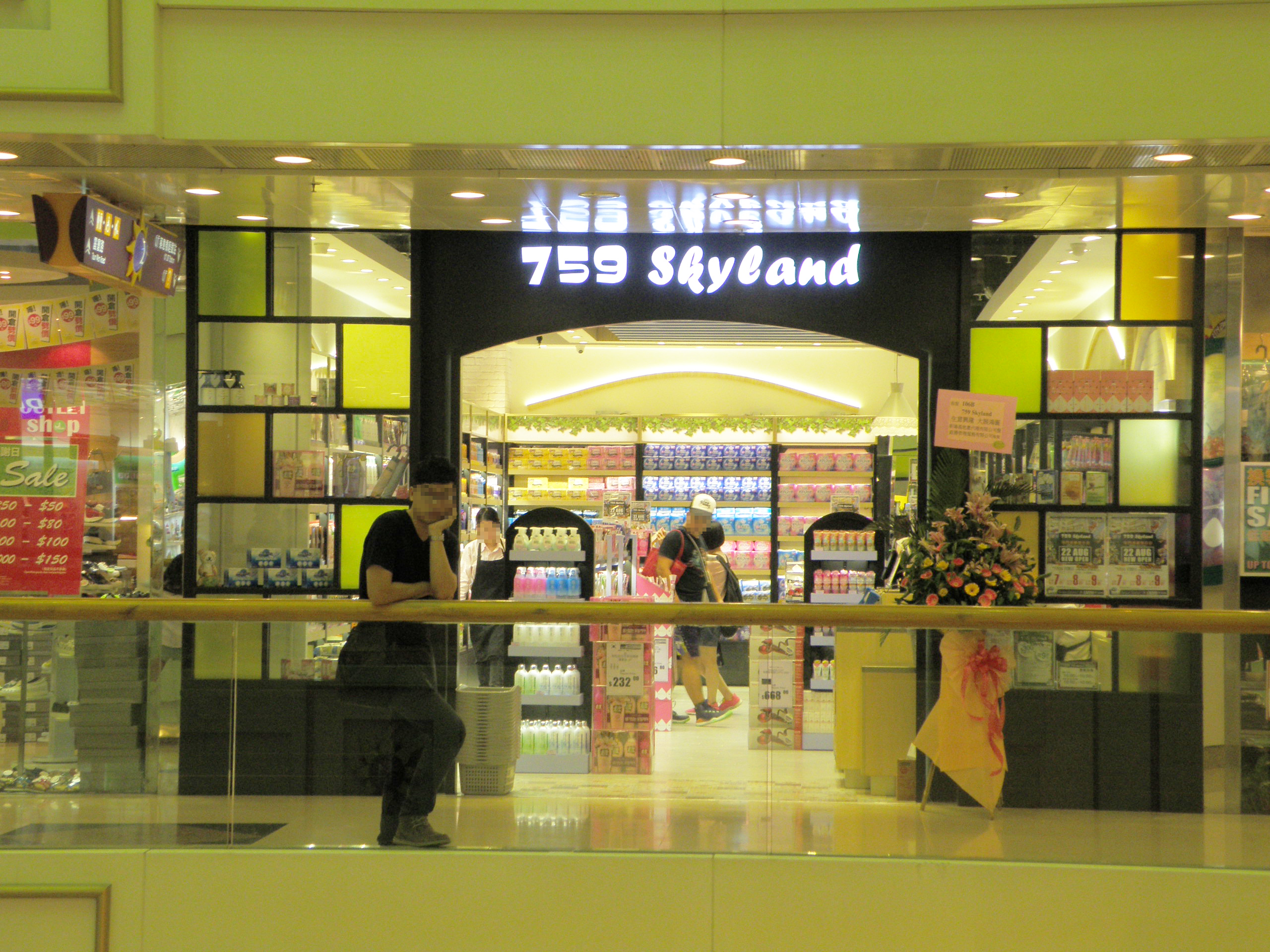
759 Skyland於屯門卓爾居分店（已結業）
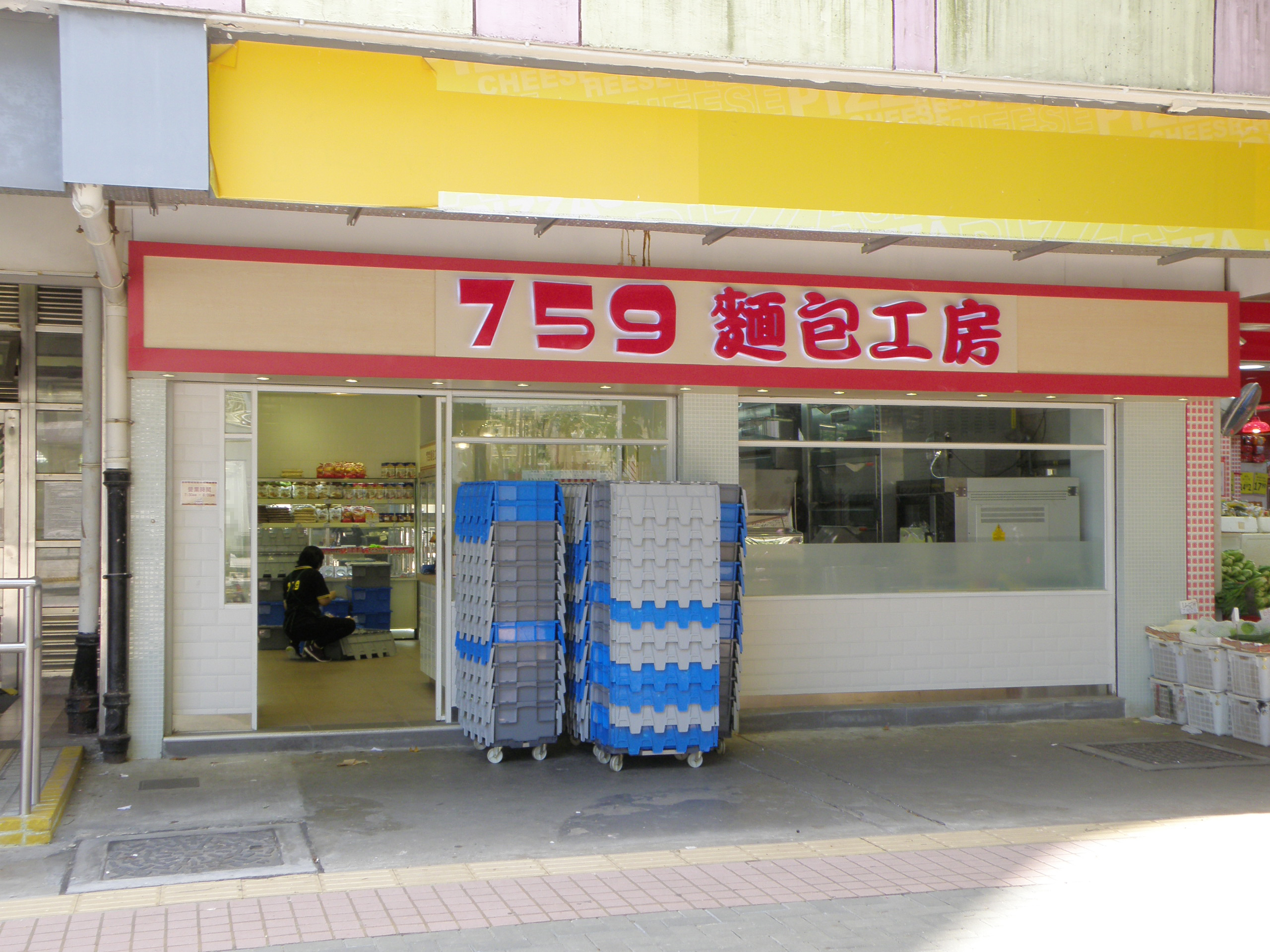
759麵包工房於牛頭角樂華南邨分店（已結業）
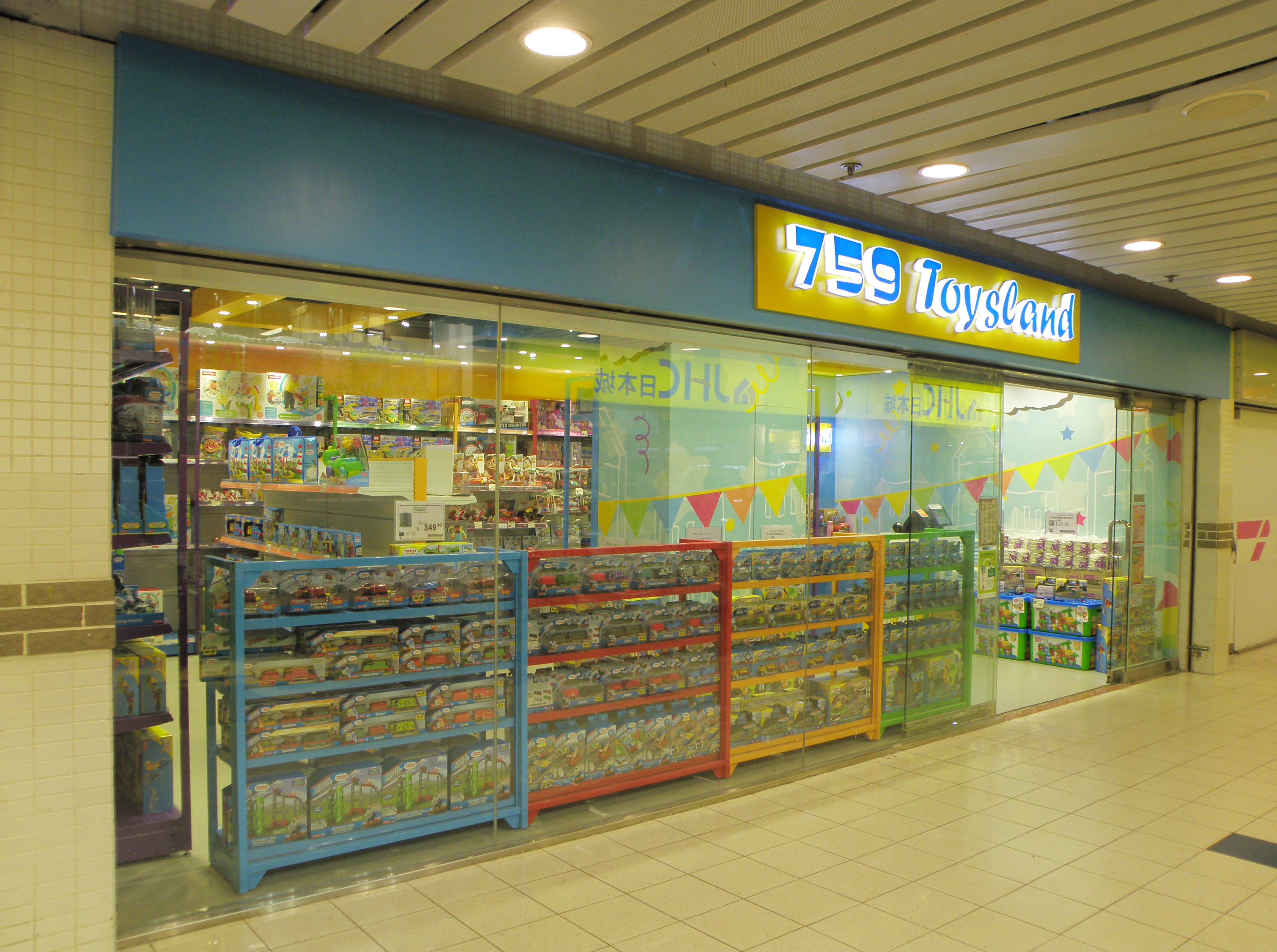
759 Toysland於馬鞍山頌安邨唯一分店（已結業）
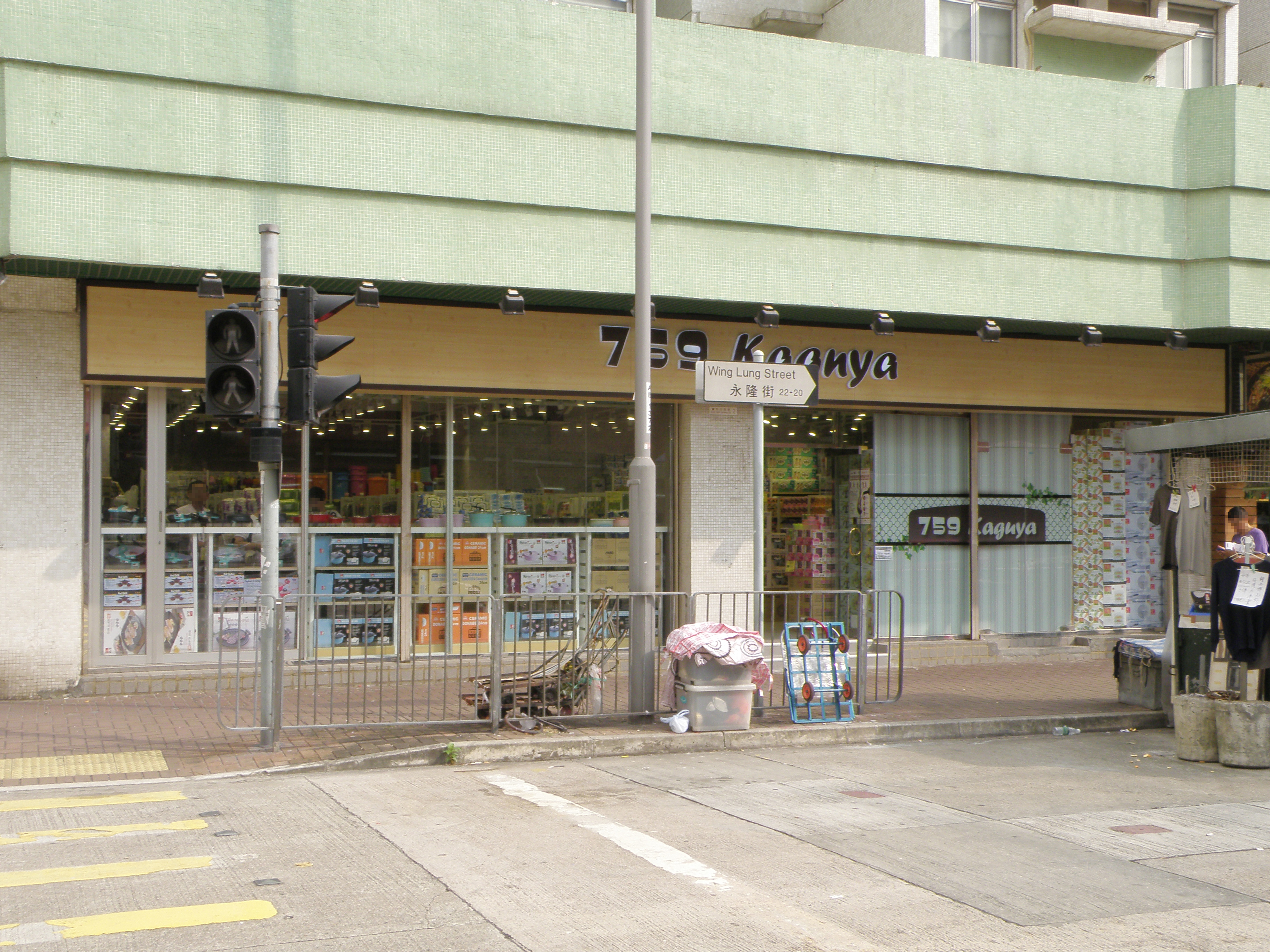
759 Kaguya於長沙灣寶熙苑唯一分店（已改裝為普通759阿信屋分店）
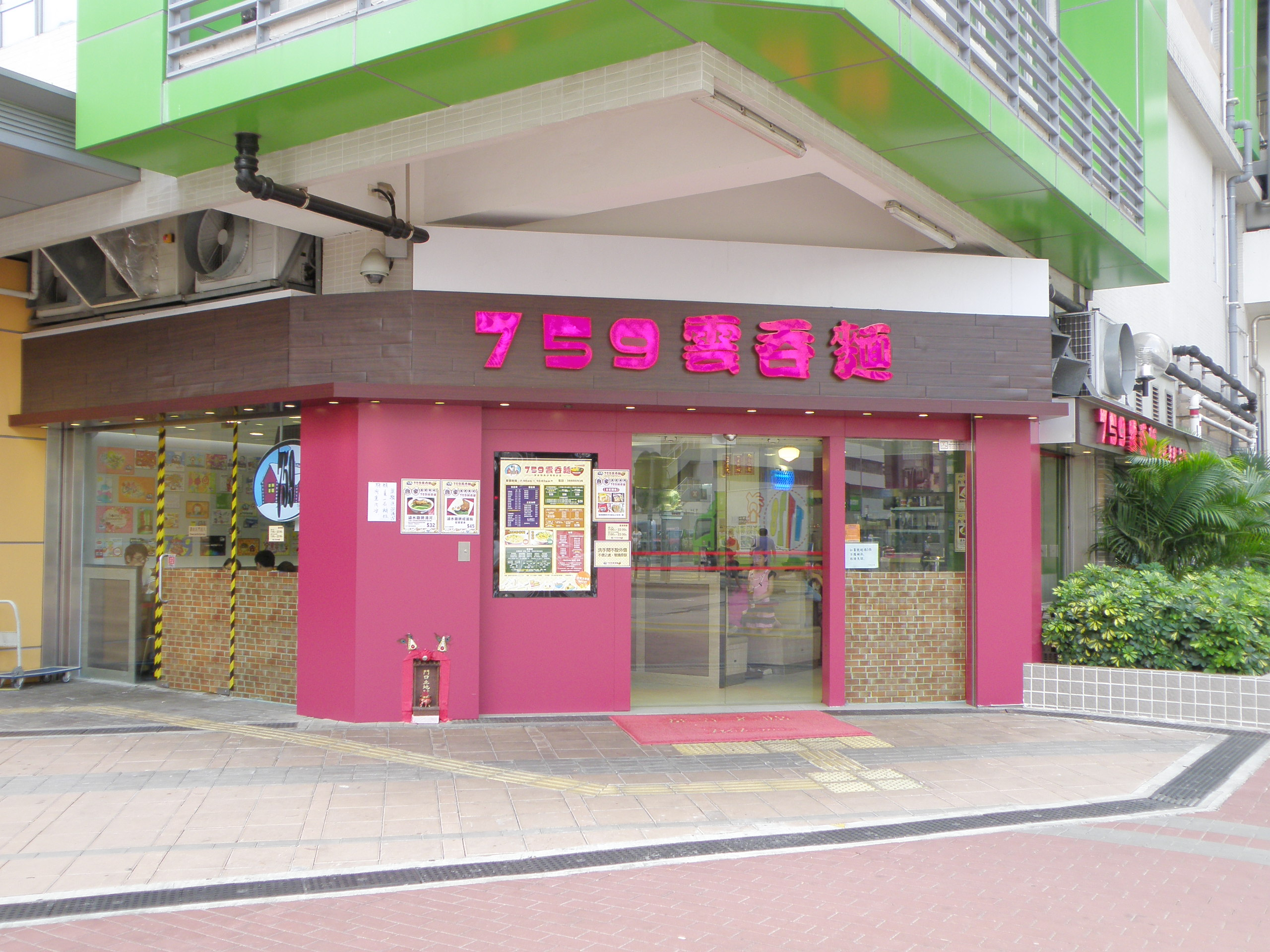
759雲吞麵於長沙灣邨分店（已結業）
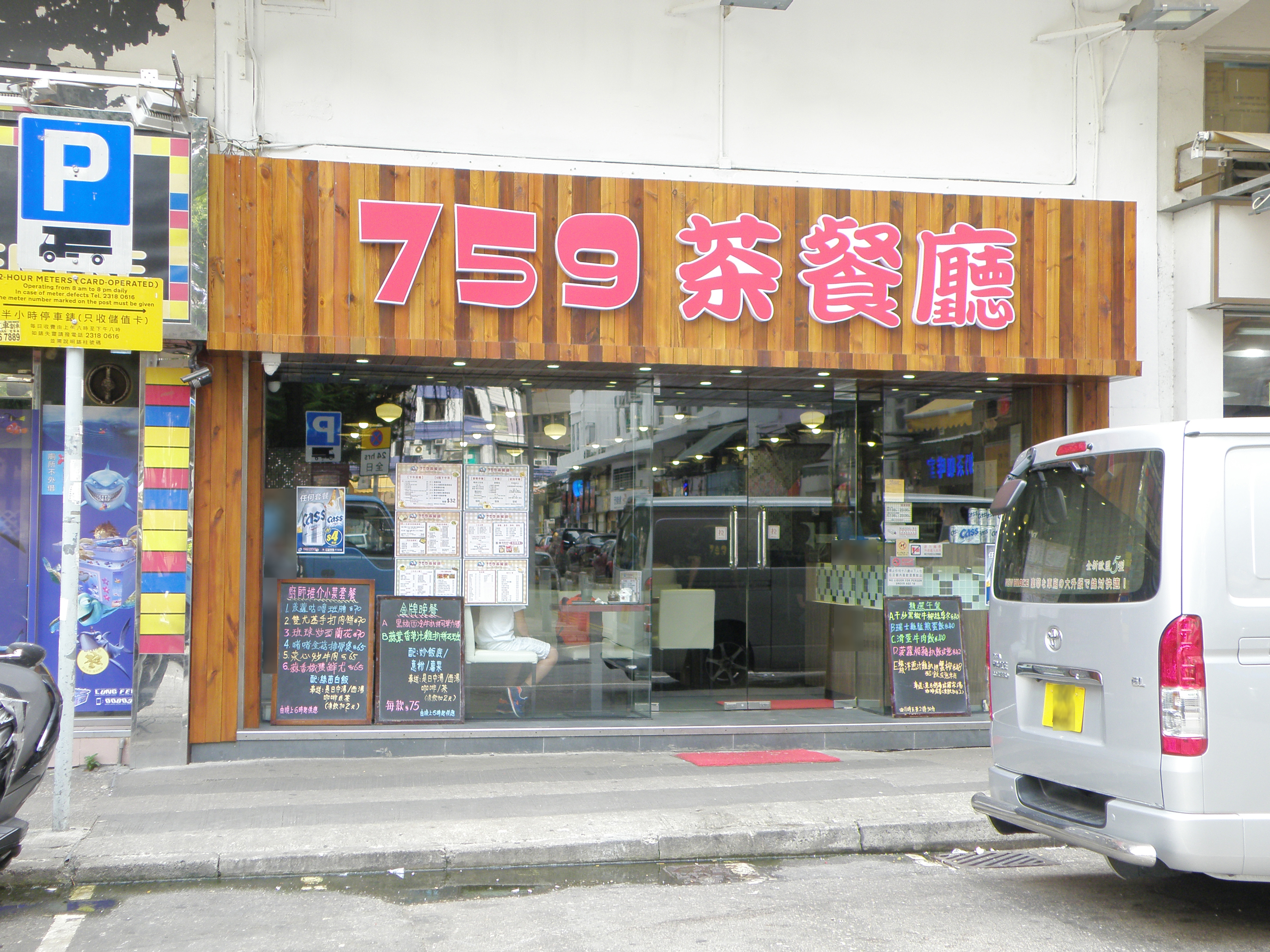
759茶餐廳於葵涌光輝圍分店（已結業）
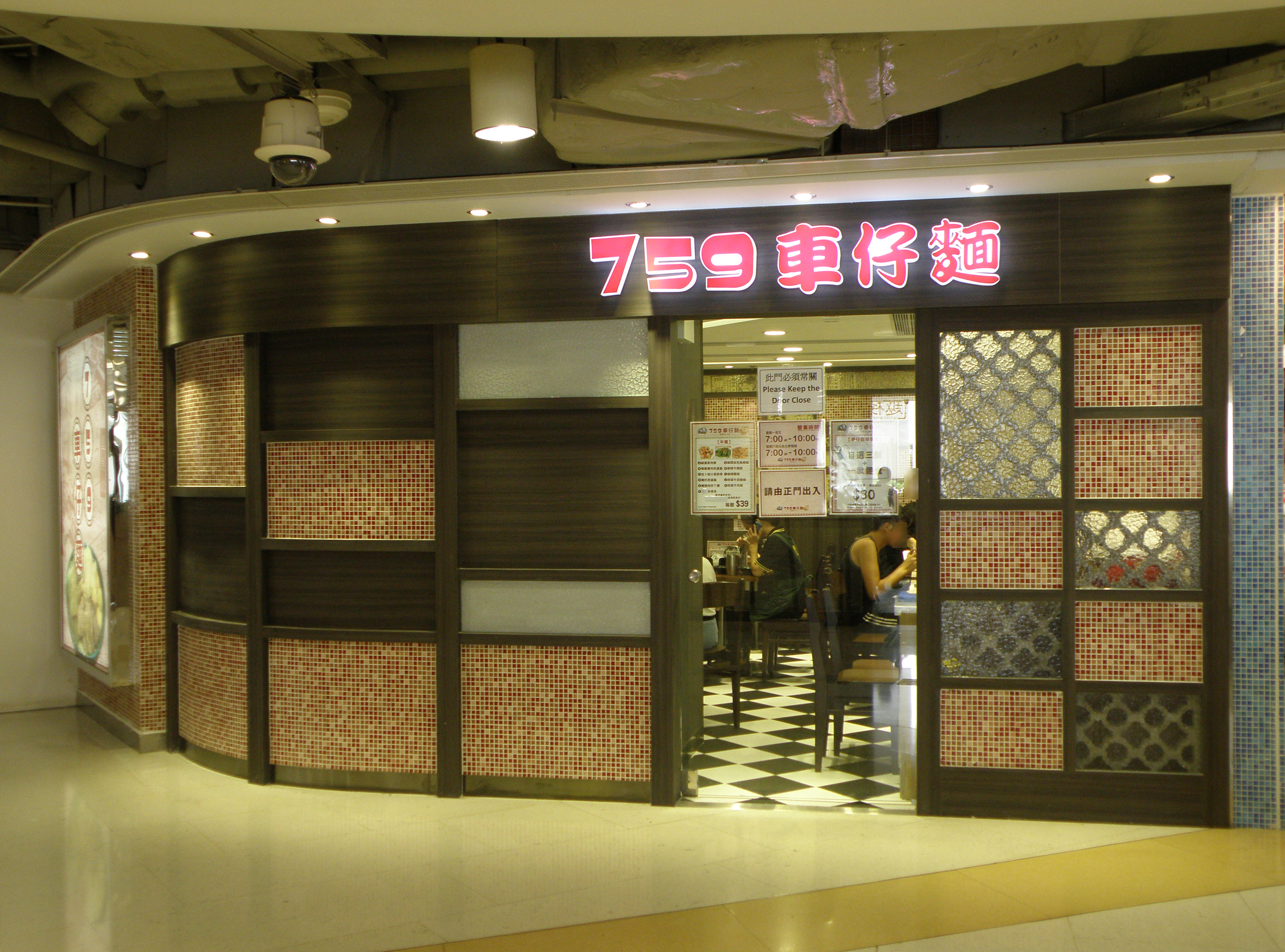
759車仔麵於屯門海翠花園分店（已結業）
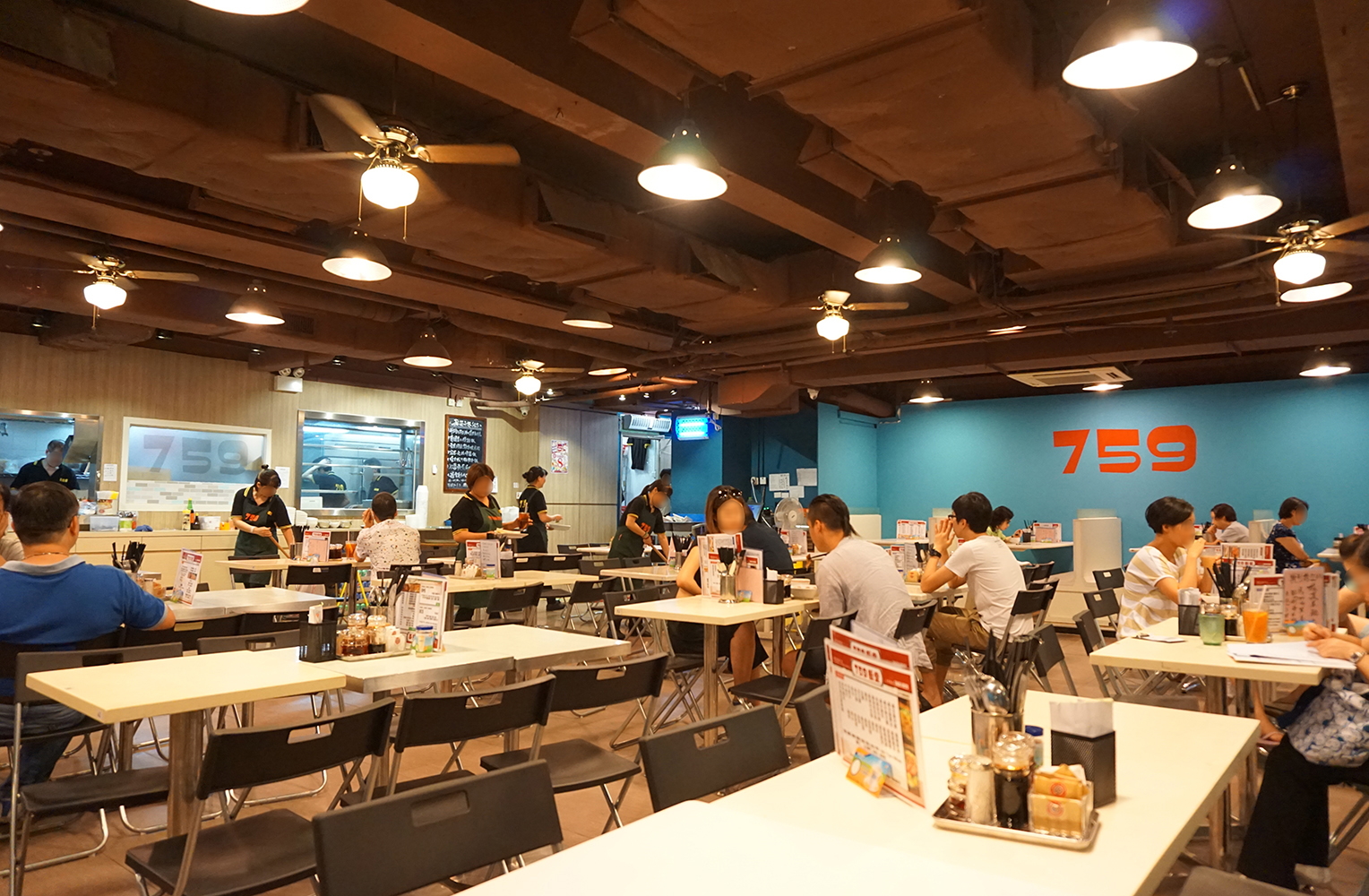
759飯堂於觀塘唯一分店（已結業）
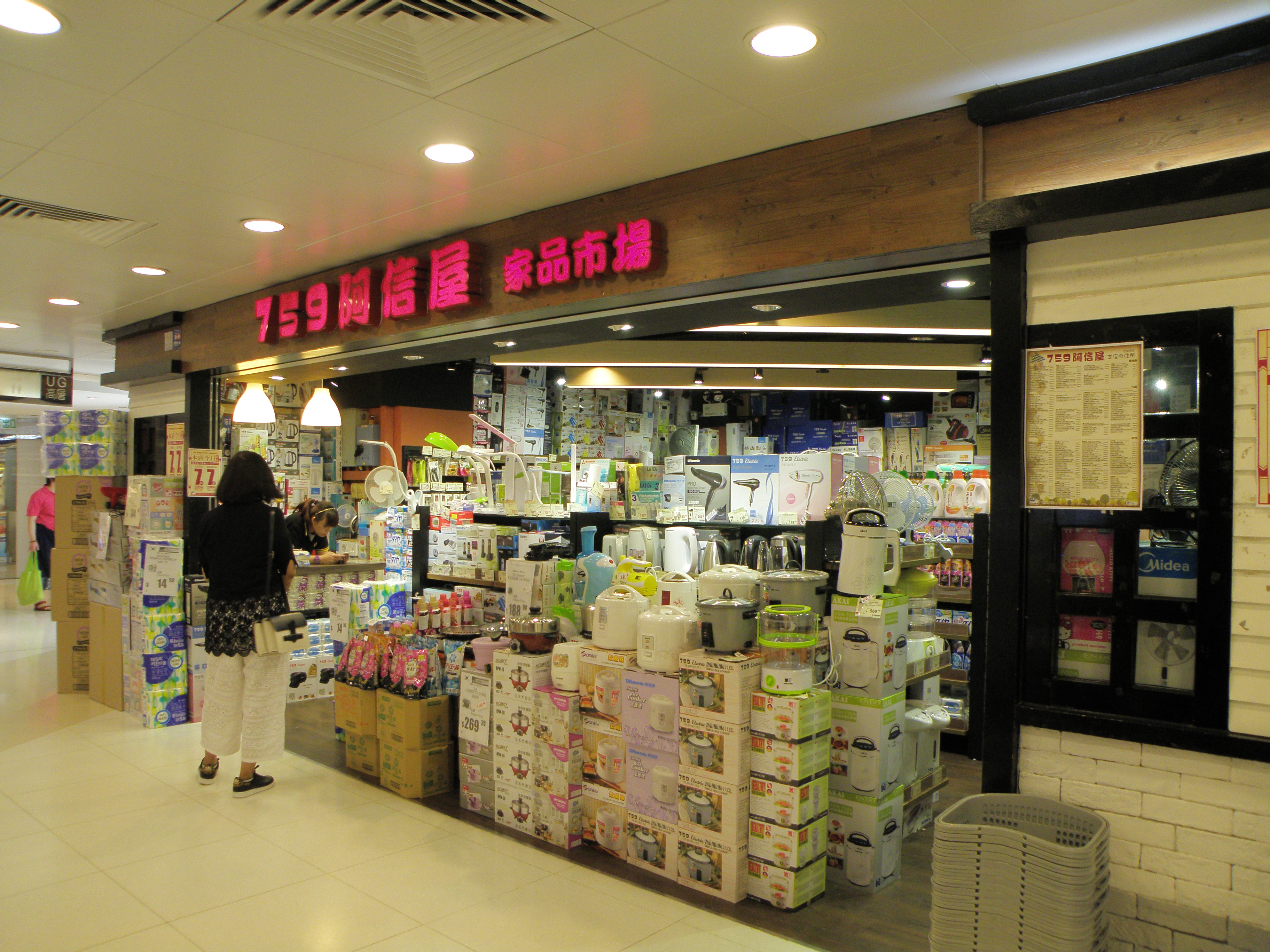
759家品市場於北角健威花園唯一分店（已結業）
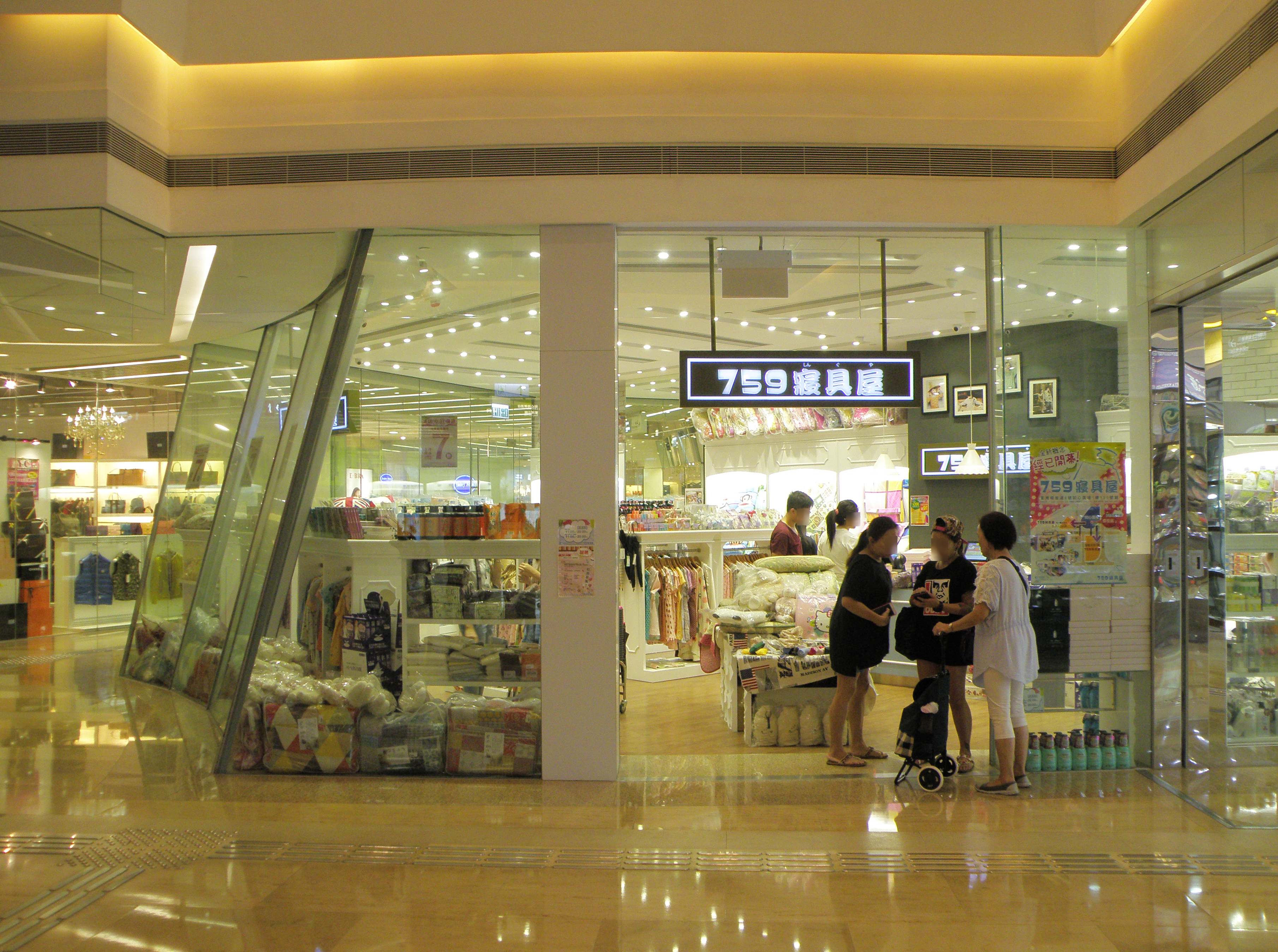
759寢具屋於荃灣如心廣場唯一分店（已結業）

## 經營數據
- 截至2012年4月底全年收入2.41158億元，分店71家
- 截至2013年4月底全年收入8.1215億元，分店134家
- 截至2014年4月底全年收入14.429億元，分店192家（總零售樓面面積約271,000平方呎），毛利4.8872億元
- 截至2015年4月底全年收入21.33805億元，分店249家（總零售樓面面積約431,000平方呎），毛利7.32248億元
- 截至2016年4月底全年收入22.77969億元，分店271家（總零售樓面面積約544,000平方呎），毛利8.21425億元，盈利1584萬元
- 截至2017年4月底全年收入20.09993億元，分店243家（總零售樓面面積約517,000平方呎），毛利7.31848億元，虧損2952.8萬元，員工2200人
- 截至2018年4月底，母企CEC國際年度虧損3287萬元。經歷759阿信屋零售分店重整後，店舖重疊程度減低，2018年5至6月銷售數據較2017年同期有雙位數字增長[14][15][16]。
- 截至2018年10月底，母企CEC國際中期業績錄得純利143.1萬元，轉虧為盈，主要靠降低經營成本和融資成本達成[17]。
- 截至2019年4月底，母企CEC國際全年虧損952.1萬元，較去年同期減少2334.8萬元。公司指，上一個財政年度嚴格控制成本，銷售和分銷成本，以及經營成本均錄得下跌，有助虧損減少。[18]
- 截至2019年10月底，母企CEC國際中期業績錄得純利按年增加2.54倍，至507萬元。759阿信屋的經營溢利則在成本控制收效下，增長7.9倍，至近2089萬元。集團關閉一些租金昂貴的分店，期內共關閉6間分店，新開9間分店，作為控制成本手段。[19][20]
- 截至2020年4月底，母企CEC國際全年業績純利增至1234.9萬元，分店177間，其中包括超過七百萬元的出售物業得益。[21]
- 截至2021年4月底，母企CEC國際全年業績純利增至3232.4萬元，分店174間，其中包括超過四千萬元的政府資助。[22]

## 外部連結
- 759阿信屋的Facebook專頁
- 759阿信屋網上購物（页面存档备份，存于）
- 759阿信屋網上購物專頁（页面存档备份，存于）
- 香港高登 名人專訪：《759傳奇 林偉駿》（页面存档备份，存于）
- 881903專訪：主席林偉駿（页面存档备份，存于）
- 網民吹捧 759零食屋暴增48分店（页面存档备份，存于），蘋果日報，2011年9月2日
- 店名來自日劇「阿信的故事」（页面存档备份，存于），蘋果日報，2011年9月2日
- 夠「Cheap」殺出血路 生意攻略 上市公司老闆變零食大王，東周刊，2011年6月29日（第409期）
- 官方网站
- www.759online.com
- . 759阿信屋.   [2015-09-27]. （原始内容存档于2015-09-29）.